# Sollevamento pesi ai Giochi della XXX Olimpiade - 63 kg femminile
Le gare di sollevamento pesi della categoria fino a 63 kg femminile dei giochi olimpici di Londra 2012 si sono svolte il 31 luglio 2012 presso l'ExCeL Exhibition Centre.

## Programma
Tutti gli orari sono British Summer Time (UTC+1)
| Data                    | Ora   | Gruppo   |
| ----------------------- | ----- | -------- |
| Martedì, 31 luglio 2012 | 15:30 | Gruppo A |

## Record
Prima della competizione, i record olimpici e mondiali erano i seguenti:
| Record mondiale | Strappo | Svetlana Carukaeva Russia    | 117 kg | 8 novembre 2011 Parigi, Francia          |
| Record mondiale | Slancio | Maiya Maneza Kazakistan      | 143 kg | 20 settembre 2010 Antalya, Turchia       |
| Record mondiale | Totale  | Liu Haixia Cina              | 257 kg | 23 settembre 2007 Chiang Mai, Thailandia |
| Record olimpico | Strappo | Hanna Batsiushka Bielorussia | 115 kg | 18 agosto 2004 Atene, Grecia             |
| Record olimpico | Slancio | Natalija Skakun Ucraina      | 135 kg | 18 agosto 2004 Atene, Grecia             |
| Record olimpico | Totale  | Chen Xiaomin Cina            | 242 kg | 19 settembre 2000 Sydney, Australia      |

Durante la competizione sono stati battuti i seguenti record:
| Record          | Evento | Atleta                  | Valore | Data      |
| --------------- | ------ | ----------------------- | ------ | --------- |
| Record olimpico | Totale | Maiya Maneza Kazakistan | 245 kg | 31 luglio |

## Risultati
| Pos. | Atleta                    | Gruppo | Peso  | Strappo (kg) | Strappo (kg) | Strappo (kg) | Strappo (kg) | Slancio (kg) | Slancio (kg) | Slancio (kg) | Slancio (kg) | Totale |
| Pos. | Atleta                    | Gruppo | Peso  | 1            | 2            | 3            | Risultato    | 1            | 2            | 3            | Risultato    | Totale |
| ---- | ------------------------- | ------ | ----- | ------------ | ------------ | ------------ | ------------ | ------------ | ------------ | ------------ | ------------ | ------ |
|      | Christine Girard (CAN)    | A      | 62,87 | 103          | 105          | 105          | 103          | 130          | 133          | 135          | 133          | 236    |
|      | Milka Maneva (BUL)        | A      | 62,66 | 98           | 102          | 105          | 102          | 125          | 131          | 134          | 131          | 233    |
|      | Luz Acosta-Valdez (MEX)   | A      | 62,91 | 99           | 103          | 104          | 99           | 119          | 125          | 127          | 125          | 224    |
| 4    | Seen Lee (AUS)            | A      | 59,65 | 78           | 83           | 86           | 83           | 98           | 103          | 106          | 103          | 186    |
| 5    | Maria Liku (FIJ)          | A      | 61,45 | 78           | 82           | 85           | 82           | 100          | 105          | 105          | 100          | 182    |
| 6    | Lucía Castañeda (NCA)     | A      | 62,45 | 76           | 79           | 79           | 79           | 91           | 97           | 97           | 97           | 176    |
| 7    | Silvana Saldarriaga (PER) | A      | 58,11 | 70           | 75           | 75           | 75           | 92           | 97           | 101          | 97           | 172    |
| DSQ  | Maiya Maneza (KAZ)        | A      | 62,21 | 106          | 110          | 112          | 110          | 135          | 144          | 144          | 135          | 245    |
| DSQ  | Svetlana Carukaeva (RUS)  | A      | 62,42 | 106          | 111          | 112          | 112          | 125          | 130          | 130          | 125          | 237    |
| DSQ  | Sibel Şimşek (TUR)        | A      | 62,28 | 105          | 105          | 105          | 105          | 130          | 133          | 133          | 130          | 235    |